# Pica-pau-de-barriga-vermelha
Pica-pau-de-penachos-amarelos, benedito-de-testa-vermelha, bendito-de-testa-vermelha  ou pica-pau-de-barriga-vermelha (Melanerpes cruentatus) é um pica-pau florestal e amazônico. Os indivíduos machos de tal ave possuem cabeça, peito e manto negros, vértice vermelho, enquanto a sobrancelha amarela que pode atingir a nuca, ventre vermelho e flancos estriados de branco e negro são características presentes em ambos os sexos. Também é conhecida pelo nome de ipecumirim, sua dieta se baseia em grãos e pequenos insetos, um dos grandes contribuidores para o reflorestamento da Mata atlântica e Floresta amazônica.